# Élection présidentielle américaine de 2004 en Pennsylvanie
L'élection présidentielle américaine de 2004 en Pennsylvanie a lieu le 2 novembre 2004 comme dans les 49 autres États qui composent les États-Unis ainsi que le district de Columbia. Les électeurs pennsylvaniens choisissent des grands électeurs pour les représenter dans le collège électoral à travers un vote populaire. La Pennsylvanie dispose en 2004 de 21 grands électeurs. L'État donne l'ensemble de ses grands électeurs au candidat du Parti démocrate, le sénateur du Massachusetts John Kerry. 
Le candidat vainqueur de ce scrutin dans tout le pays sera néanmoins le président des États-Unis sortant George W. Bush, qui débutera un second mandat présidentiel le 20 janvier 2005.